# アルバータ州

アルバータ州
Alberta

| アルバータ州の旗 | アルバータ州の州章 |
| ---------------- | ------------------ |
| （州旗）         | （州章）           |

モットー: ラテン語："Fortis et liber"
（英語：Strong and free）

| 基本データ                                 |                                                                  |
| 州花                                       | ワイルド・ローズ                                                 |
| 州木                                       | ロッジポールパイン （Lodgepole Pine）                            |
| 州鳥                                       | アメリカワシミミズク                                             |
| 州都                                       | エドモントン                                                     |
| 最大の都市                                 | カルガリー                                                       |
| 州の公用語                                 | 英語                                                             |
| 面積 - 総計 - 陸地 - 水域（割合） 最高標高 | （国内第6位） 661,848 km² 642,317 km² 19,531 km² (2.95%) 3,747 m |
| 人口（2021年） - 総計 - 人口密度           | （国内第4位） 4,262,635[1] 人 6.4 人/km²                         |
| GDP（2015年） - 州合計 - 1人当たり         | （国内第3位） 3,264億33万[2]カナダドル 7万8,100カナダドル        |
| 連邦政府加入 - 順番 - 加入年月日           | 8番目 1905年9月1日                                               |
| 時間帯                                     | 山岳部標準時（MST、UTC-7） 山岳部夏時間（MDT、UTC-6）            |
| 郵便コード 郵便番号 ISO 3166-2:CA          | AB T CA-AB                                                       |
| 公式サイト                                 | www.alberta.ca                                                   |
| 行政                                       |                                                                  |
| 副総督                                     | サルマ・ラハニ （Salma Lakhani）                                 |
| 州首相                                     | ダニエル・スミス （Danielle Smith：統一保守党）                  |
| カナダ議会 -下院議席数 -上院議席数         | 34 6                                                             |

アルバータ州（アルバータしゅう、英: Alberta [ælˈbɜrtə]）は、カナダの州。カナダ西部に位置する、プレーリー3州のひとつである。西にブリティッシュコロンビア州、東にサスカチュワン州、北はノースウエスト準州、南は北緯49度でアメリカの国境モンタナ州と接している。
州都は中央部に位置するエドモントンで、オイルサンドのほか、北部の鉱物資源産業の主要な供給基地になっている。州内の最大都市であるカルガリーは物流と交通の要所であり、カナダを代表する商業都市であり、石油産業の中心地。2都市はともに都市圏人口が100万人を超えている。
| 母語話者（アルバータ州） 2016年 | 母語話者（アルバータ州） 2016年 | 母語話者（アルバータ州） 2016年 | 母語話者（アルバータ州） 2016年 | 母語話者（アルバータ州） 2016年 |
| ------------------------------- | ------------------------------- | ------------------------------- | ------------------------------- | ------------------------------- |
|                                 |                                 |                                 |                                 |                                 |
| 英語                            | 英語                            |                                 | 74.3%                           | 74.3%                           |
| フランス語                      | フランス語                      |                                 | 1.8%                            | 1.8%                            |
| 先住民系言語                    | 先住民系言語                    |                                 | 0.7%                            | 0.7%                            |
| その他                          | その他                          |                                 | 20.9%                           | 20.9%                           |
| バイリンガル                    | バイリンガル                    |                                 | 2.3%                            | 2.3%                            |

| 人種構成（アルバータ州） 2016年 | 人種構成（アルバータ州） 2016年 | 人種構成（アルバータ州） 2016年 | 人種構成（アルバータ州） 2016年 | 人種構成（アルバータ州） 2016年 |
| ------------------------------- | ------------------------------- | ------------------------------- | ------------------------------- | ------------------------------- |
|                                 |                                 |                                 |                                 |                                 |
| 白人                            | 白人                            |                                 | 70%                             | 70%                             |
| 先住民                          | 先住民                          |                                 | 6.5%                            | 6.5%                            |
| 非白人系移民                    | 非白人系移民                    |                                 | 23.5%                           | 23.5%                           |

## 歴史
1670年に「ハドソン湾会社」が創設された当初は、北緯53度まではルパート・ランドの一部だった。17世紀中頃より欧州人が探索し始め、プレーリーの西部にフランス系の移民が入植し始めた。
1870年代にはカナダ・パシフィック鉄道（CPR）が開通し、地方政府が1875年に創設された。その後この地域はいくつかの地域に分割されたが、その一つが、ヴィクトリア女王とアルバート公の娘のルイーズ・キャロライン・アルバータ王女の名前にちなんで、「アルバータ」と名付けられた。1867年にカナダ自治領（Dominion of Canada）、つまり連邦政府が創設された時点ではまだアルバータはそれほど発展していなかった。アルバータがカナダ自治領に加入したのは、1905年であった。

## 地理

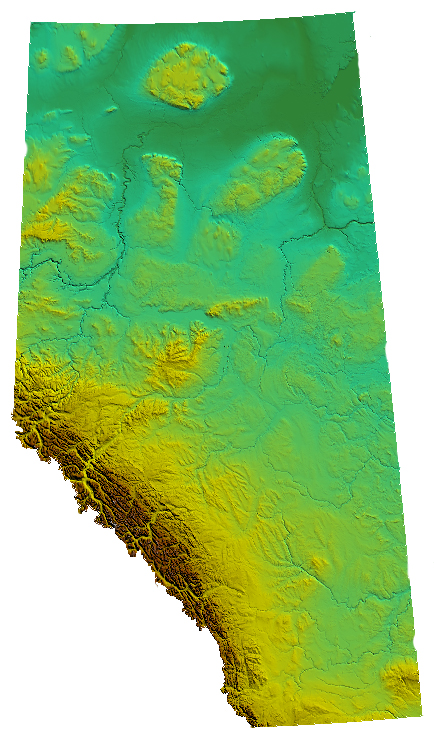
地形図

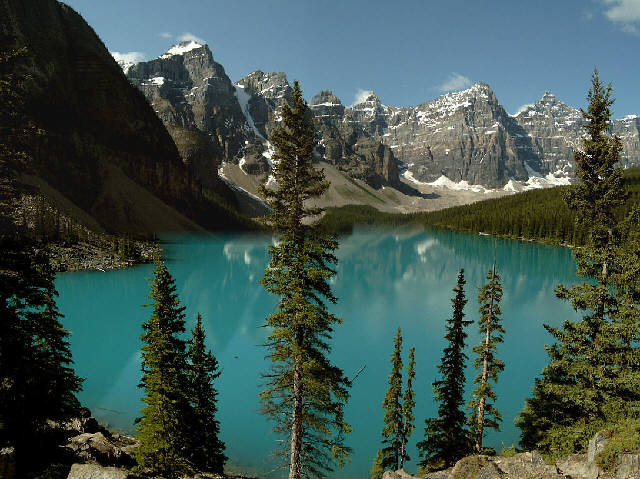
レイク・ルイーズ近郊に位置する氷河湖、モレーン湖

アルバータ州はカナダ西部に位置し、面積は 661,190km2(255,287mi2)。日本の国土のおよそ1.75倍に相当する。南はアメリカとの国境、北緯49度線でモンタナ州と接している。東は西経110度でサスカチュワン州と、北緯60度でノースウエスト準州と接している。西にはブリティッシュコロンビア州があり、州境はロッキー山脈に沿って北西にあがり、北西付近からノースウエスト準州までの西経120度線を州境とする。最高標高はブリティッシュコロンビア州との州境にあるコロンビア山で、高さ3,747mある。
南東部のエリアを除き、州内は川や湖が多く水資源が豊富で、水泳や水上スキー、魚釣りなどウォータースポーツが盛んである。州内には3つの大きな湖があり、ウッドバッファロー国立公園内のアサバスカ湖（7,898km2、琵琶湖のおよそ12倍の面積）と、アサバスカ湖のすぐ西部のクレア湖 (1,436km2)、エドモントンの北西にあるレッサー・スレーブ湖 (1,168km2) とがある。
南北で1,200km、東西の長さは最も広いところで600kmあり、北緯49度と北緯60度では気候が大きく異なる。標高も高原地帯は州南部の1,000m（カルガリーは1,000〜1,200m、レッドディアでおよそ850m）から北部に向かって650mまである。西部のロッキー山脈が壁になり、東部にはプレーリーが広がっていることから、気象もまた地形の影響を受けやすい。

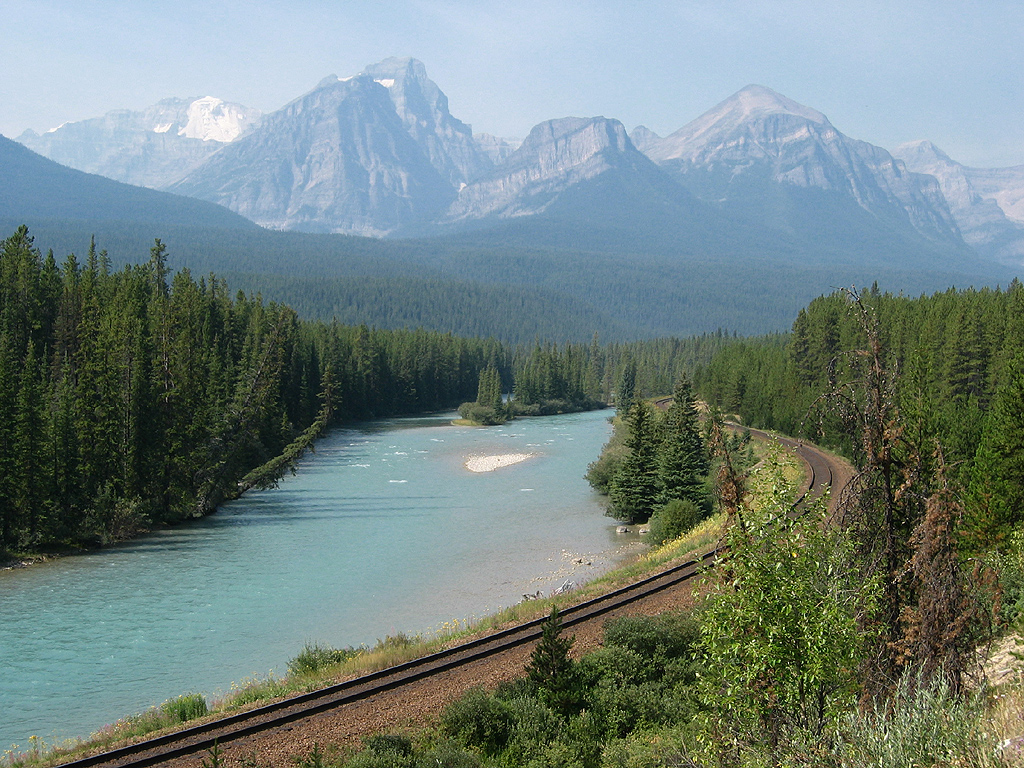
バンフ国立公園のモーランツ・カーブ

## 気候
州北部の多くは針葉樹林が広がっており、ステップ気候の南部と比べ森林が多い。南部は夏が暑く、他の州よりも降水量が少ない。西部の気候は山脈に囲まれていることから比較的穏やかで冬のチヌーク風（フェーン現象）の影響を受け、暖かいことも多い。南東部は平坦で乾燥したプレーリーが広がっているため、寒暖差が激しい。気温は冬季は -35℃（-31°F）になることもあれば、夏季は 38℃（100°F）になることもあるなど、季節によって気温が大きく変化する。
針葉樹林とプレーリーの境にあたる北西部にはアスペン（ポプラの一種）が多く分布している。州内の中央付近は、オンタリオ州南部に次いで竜巻の多い地方である。夏には激しい雷雨が発生しやすく、特に州の中央と南部で見られる。カルガリー・エドモントン街道周辺では、ロッキー山脈の影響を受けるため、カナダ国内で最も雹の発生率が高い。
冬は全般的に寒く、平均気温は比較的温かい州の南部でも -10℃（14°F）、州の北部に至っては -24℃（-12°F）である。ロッキーの麓ではチヌーク（ロッキー山脈を越え東に吹く風でフェーン現象をもたらす）のために寒さが和らぐことがときおりあり、この現象は2月から3月に多く見られる。短時間で気温が上がることもあり、20℃(68°F) を越えることもしばしばある。夏の平均気温はロッキー山脈（谷間）および北部の 21℃(70°F) から南東部の乾燥したプレーリーでは 30℃(86°F) 近くになる。乾燥した気候を受け年間日照量が多く、州東部はカナダ国内でも最も年間日照時間が多い地域で、平均2,500時間を越える。

## 人口動勢
近年の経済発展を受け、人口は高い成長率を見せており、国内外からの流入も多い。2016年統計で州人口はおよそ407万人で、都市部の人口は81%に上る。カルガリー、エドモントンを中心に各都市で高い成長が見られ、1901年には人口7万3,022人だったのが2006年には337万5,763人にまで増加した。
民族構成は22.7%がカナダ人で、以下イングランド系（22.6%）、ドイツ系（17.9%）、スコットランド系（17.7%）、アイルランド系（15.0%）、フランス系（10.3%）、ウクライナ系（9.3%）と続く。先住民としてルビコン族がいる。

アルバータ人の多くはキリスト教徒であり、福音派の割合が他州よりも多い傾向にある。反対に無宗教派の割合も多く、国内ではブリティッシュコロンビア州に次いで割合が高い。モルモン教徒は南部に多く、フッター派や再洗礼派の流れを汲むメノナイトのほか、第7安息日再臨派の数が多い。ウクライナなど、東ヨーロッパからの移民が多いことから、この地域の宗派も見られる。
ヒンドゥー教徒やシク教徒、イスラム教徒なども存在し、北米で最も古いモスクがエドモントンにある。また、州内のユダヤ教徒の多くがカルガリーやエドモントンに存在する。

## 主な都市

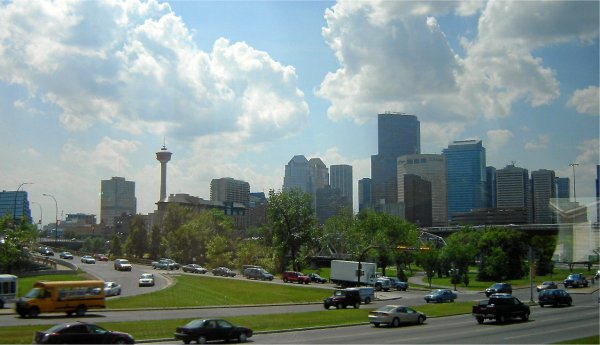
カルガリー

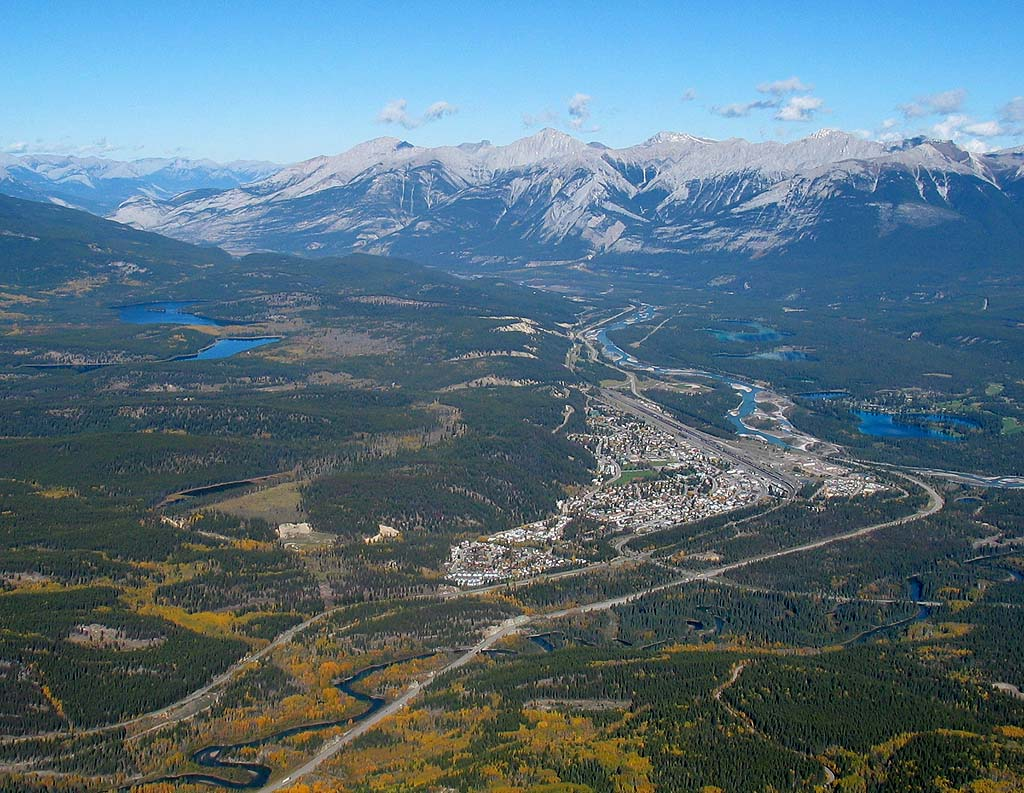
ジャスパー

- カルガリー
- エドモントン（州都）
- レッドディア
- レスブリッジ
- セントアルバート
- メディシンハット
- グランドプレーリー
- フォートマクマレー
- バンフ
- ジャスパー
- ドラムヘラー

## 経済
主な産業は、石油鉱業と農業・畜産業、そして観光である。石油による収益が大きいため、カナダの財貨サービス税（GST）が導入される以前は、商店での買い物には税金がかからなかった。
石油産業の発展は、1914年に最初の油田が発見されたことが端緒となった。第二次世界大戦後には新鉱区が発見。一気に油田地帯として注目を浴びるようになった。近年はオイルサンドを採掘して得られる重質油が主力になっている。一部鉱区では、日本の石油資源開発の子会社のジャパン・カナダ・オイル・サンズ（JACOS）がオペレーターになっているほか、開発に携わっている。

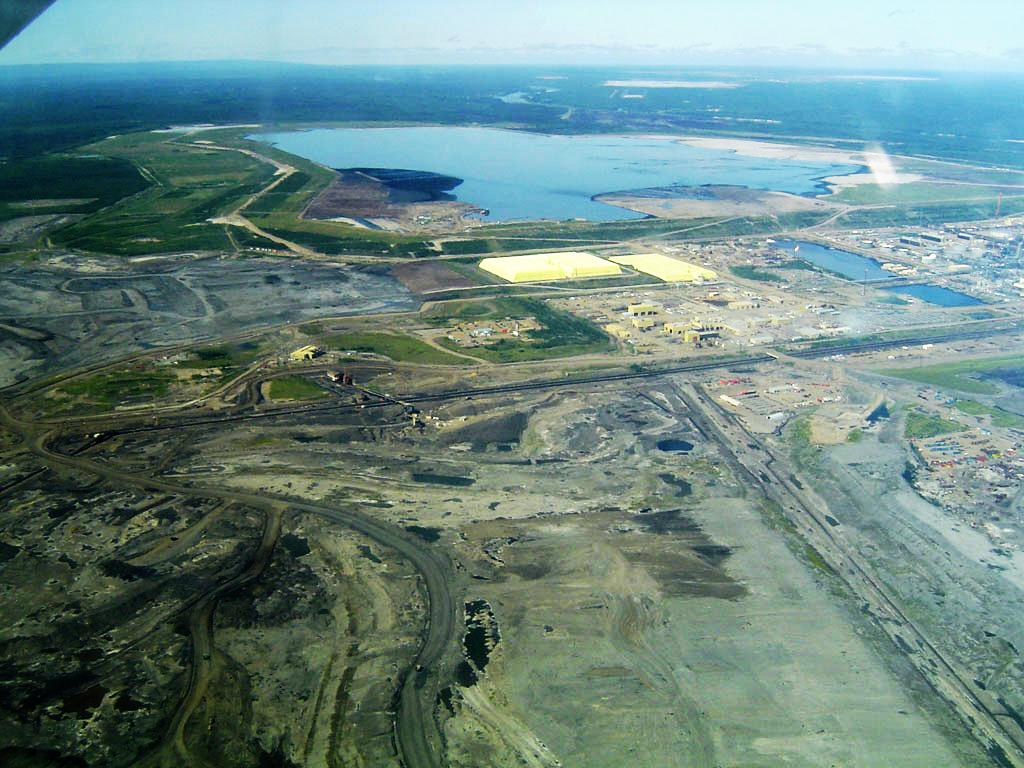
フォートマクマレーのオイルサンド採掘場

## 政治と行政
アルバータ州はカナダの中でも最も保守派が多い地域として知られており、市場原理主義、新自由主義や新保守主義的でさえある。その保守主義の牙城ぶりと石油エネルギー産業やカウボーイの存在からカナダのテキサスと形容されることもある。カナダの著名保守政治家は政治活動の場としてアルバータ州を拠点にすることが多く、元首相のジョー・クラーク（アルバータ州出身）やスティーヴン・ハーパー（オンタリオ州出身）がその代表である。現在のカナダ保守党へ合流した右翼政党のカナダ同盟やその前身のカナダ改革党の設立の地でもある。銃規制の撤廃や、カナダでは1976年に廃止された死刑制度の復活、妊娠中絶の禁止、同性愛やLGBT反対、気候変動論への懐疑、多文化主義への反対、仏語の公用語地位への反対等の支持者が多い。さらに、アメリカ合衆国共和党政治家との関連も深く、2016年米大統領選挙に立候補したテッド・クルーズはカルガリー生まれである。これは宗教右翼のキリスト教プロテスタントの福音派の影響や開拓精神のカウボーイ文化と一大産業を占めるオイルサンド・ガス・エネルギー業界の影響を強く受けている。また、石油・ガス産業により経済成長が著しく失業率も低いことから、税収も豊富で税金は安くなっており、税率もフラットに近く、天然資源がもたらす豊富な税収をカナダ連邦によって経済的に貧しい大西洋諸州や独立運動によって政治的な力を持つフランス語圏のケベック州へ徴収されているとの懸念を強く持っている。カナダ連邦からの離脱による独立国家の形成やアメリカ合衆国への参加を求める分離運動も見られる。
しかしながら、アルバータ州はカナダ一好調な経済発展や失業率の低さから国内他州からの労働者の流入、さらに、世界各国からの移民・難民の受け入れ等も急増したことで白人の割合は7割と大きく低下し、保守一辺倒の土地にも変化も見られた。2015年州議会選挙ではアルバータ州としての史上初のカナダ自由党よりも左寄りである中道左派・社会民主主義政党のアルバータ新民主党が州議会の与党となる等、州都エドモントン等の非白人層移民が多くなっている都市部では変化もみられる。特に連邦政府への懐疑心や政治を支配する東部エスタブリッシュメント層への敵対心が、アルバータをリベラル左派の強いカナダに対抗して連邦議会選では保守化させているとも見ることができる。一方、州政府に対しての信頼度は高く州議会選においても小さな政府、市場原理主義、自由競争を重視する経済右派、宗教右翼的な政策への支持は世論調査を見るとそう高くはなく、州政府の医療福祉教育等の公的サービスの支持者も多い事から、いわゆる保守の牙城はかなり誇張して伝えられているとも見ることができる。実際に、保守政党はこれまでもカナダが作り上げた医療福祉教育等の公的サービスの維持や移民や難民受け入れにも努めてきた。2019年州議会選挙では1971年から2015年まで約44年間も州政治を支配していたアルバータ進歩保守党とワイルドローズ党の保守合併政党として設立された連合保守党が政権を奪還している。

## 交通
- 鉄道
  - カナダ・パシフィック鉄道 （CPR）
  - カナディアン・ナショナル鉄道 （CNR）
  - VIA鉄道 （VIA Rail）
  - ロッキーマウンテニア鉄道 （Rocky Mountaineer）
- 州内の空港
  - エドモントン国際空港 （IATA：YEG）
  - カルガリー国際空港 （IATA：YYC）

## 教育

### 大学
- アルバータ大学
- カルガリー大学
- レスブリッジ大学
- アサバスカ大学
- 北アルバータ工科大学
- 南アルバータ工科大学

主要記事：Education in Alberta

## 文化

### スポーツチーム
- アイスホッケー
  - エドモントン・オイラーズ （NHL）
  - カルガリー・フレームス （NHL）
- カナディアンフットボール
  - エドモントン・エスキモーズ （CFL）
  - カルガリー・スタンピーダーズ （CFL）

など

## 観光

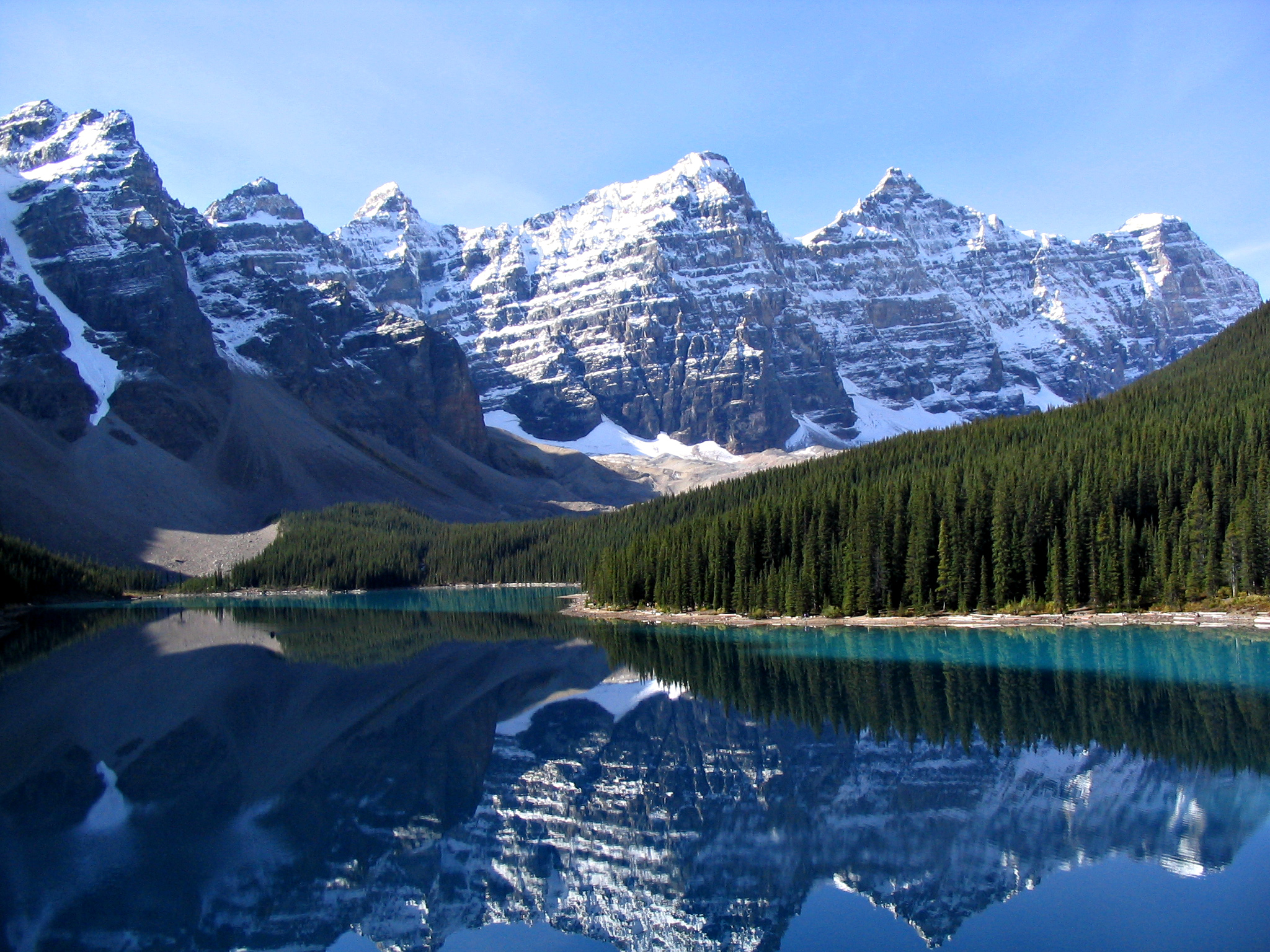
モレーン湖

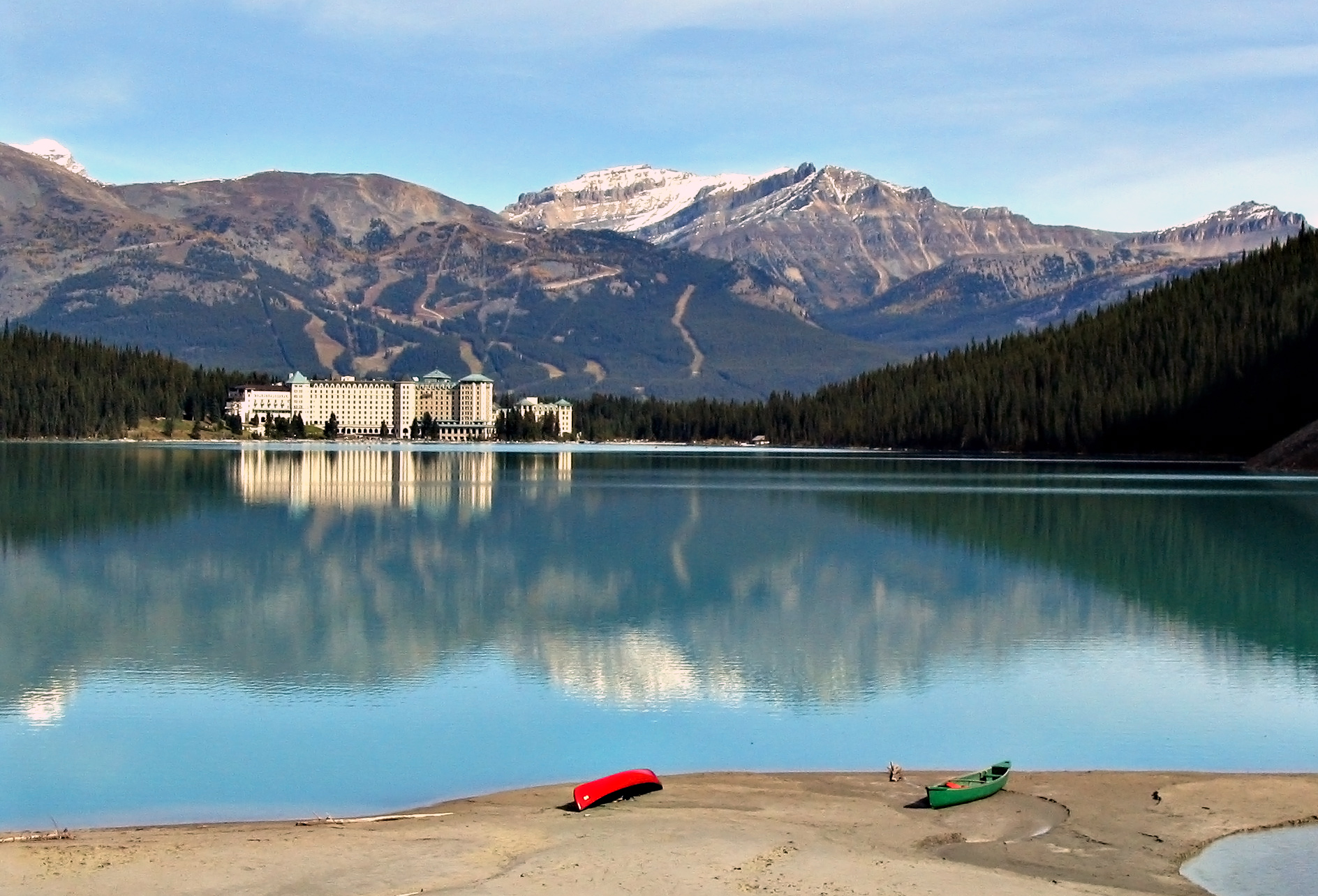
ルイーズ湖

- フランク・スライド

### 世界遺産
- 州立恐竜公園 - (1979年、自然遺産)
- ヘッド-スマッシュト-イン・バッファロー・ジャンプ - (1981年、文化遺産)
- ウッド・バッファロー国立公園 - (1983年、自然遺産)
- カナディアン・ロッキー山脈自然公園群 - (1984年、自然遺産、ジャスパー・バンフ・クートネイ・ヨーホーの4国立公園を含む)
- ウォータートン・グレイシャー国際平和自然公園 - (1995年、自然遺産)

### 博物館
- ロイヤル・ティレル古生物学博物館

## 姉妹・友好提携地域

北海道との友好提携を記念した碑

- 北海道（日本）：姉妹提携